# Der kleine König Macius
Der kleine König Macius (Alternativtitel: Der kleine König und seine Freunde, kurz auch: Macius) ist eine Zeichentrickserie, die zwischen 2001 und 2007 produziert wurde. Sie basiert auf dem Kinderroman Król Macius Pierwszy (1923, deutsch: König Hänschen I.) von Janusz Korczak.

## Handlung
Nachdem der König des Landes und Vater des neunjährigen Jungen Macius verstorben ist, soll Macius als neuer König gekrönt werden. Macius weiß jedoch nicht wie er mit der Situation umgehen soll und fragt sich ob er das überhaupt will und den Aufgaben als König gewachsen ist. Dies bemerkt auch der General und versucht diese Chance zu ergreifen, um an die Macht zu kommen. So lässt er Erasmus, Macius’ Tutor sowie einzig richtigen Vertrauten, entführen, mit der Intention, dass Macius dadurch auf den Thron verzichtet. Auf der Suche nach Erasmus lernt Macius den Straßenjungen Felix und seine Freunde Hanna und Anton kennen, mit denen er sich befreundet und die ihnen dabei helfen Erasmus zu retten.

## Produktion und Veröffentlichung
Die Serie entstand in deutscher, französischer, ungarischer und polnischer Produktion und wurde zwischen 2001 und 2007 produziert. Regie führten Sandor Jesse und Lutz Stützner. Am Drehbuch beteiligten sich Andreas Knaup, Inès Keerl, Anna Knigge, Jens Becker, Bernd Roeder-Mahlow und Hans-Werner Honert. Die Musik wurde von François Elie Roulin und +Editions Musicales koordiniert.
Die deutsche Erstausstrahlung fand am 18. November 2002 auf KIKA statt. Spätere Ausstrahlung erfolgten auch auf Das Erste, SWR und rbb.
Am 1. Januar 2010 erschien zudem der Spielfilm Der kleine König Macius. Am 17. November 2002 wurde außerdem ein Making-of der Serie veröffentlicht. Die Autoren des Filmes waren Inés Keerl, Hans-Werner Honert und Bernd Roeder.

## Episodenliste

### Staffel 1
| Nr. | Titel                          | Erstausstrahlung  |
| --- | ------------------------------ | ----------------- |
| 1   | Die Freunde                    | 18. November 2002 |
| 2   | Die Krönung                    | 19. November 2002 |
| 3   | Die Insel                      | 20. November 2002 |
| 4   | Der Rivale                     | 21. November 2002 |
| 5   | Der Zirkus                     | 22. November 2002 |
| 6   | Der Flugtag                    | 25. November 2002 |
| 7   | Das Reisfeld                   | 26. November 2002 |
| 8   | Die gefüllte Torte             | 27. November 2002 |
| 9   | Küssen verboten                | 28. November 2002 |
| 10  | Der Briefwechsel               | 29. November 2002 |
| 11  | Der Journalist                 | 2. Dezember 2002  |
| 12  | Die Geburtstagsparade          | 3. Dezember 2002  |
| 13  | Der Steinpilz                  | 4. Dezember 2002  |
| 14  | Der Tierpark                   | 5. Dezember 2002  |
| 15  | Die Reise ins exotische Land   | 6. Dezember 2002  |
| 16  | Die Ankunft im exotischen Land | 9. Dezember 2002  |
| 17  | Der Schatz                     | 10. Dezember 2002 |
| 18  | Die Rückkehr                   | 11. Dezember 2002 |
| 19  | Bei Friedewalt                 | 12. Dezember 2002 |
| 20  | Die Räuber                     | 13. Dezember 2002 |
| 21  | Das Gesetz                     | 16. Dezember 2002 |
| 22  | Das Kinderparlament            | 17. Dezember 2002 |
| 23  | Kluklus Abschied               | 18. Dezember 2002 |
| 24  | Wasser marsch!                 | 19. Dezember 2002 |
| 25  | Tatütata                       | 20. Dezember 2002 |
| 26  | Ferne Welt                     | 23. Dezember 2002 |

### Staffel 2
| Nr. | Titel                        | Erstausstrahlung  |
| 27  | Die Kinderolympiade          | 7. Oktober 2007   |
| 28  | Katzengold                   | 8. Oktober 2007   |
| 29  | Der Schützling               | 9. Oktober 2007   |
| 30  | Die Lotterie                 | 10. Oktober 2007  |
| 31  | Die Band                     | 11. Oktober 2007  |
| 32  | Die Schatzsuche              | 12. Oktober 2007  |
| 33  | Macius, der Detektiv         | 13. Oktober 2007  |
| 34  | Die Wahrsagerin              | 14. Oktober 2007  |
| 35  | Streuners großes Abenteuer   | 15. Oktober 2007  |
| 36  | Der große Zauberer           | 16. Oktober 2007  |
| 37  | Das Sturmtief                | 17. Oktober 2007  |
| 38  | Brüderchen und Schwesterchen | 18. Oktober 2007  |
| 39  | Felix geht zum Rummel        | 19. Oktober 2007  |
| 40  | Der fliegende Erasmus        | 20. Oktober 2007  |
| 41  | Felix’ Geheimnis             | 21. Oktober 2007  |
| 42  | Vielerlei Wünsche            | 22. Oktober 2007  |
| 43  | Von Piraten entführt         | 23. Oktober 2007  |
| 44  | Kluklus großer Tag           | 24. Oktober 2007  |
| 45  | Das Schlossgespenst          | 25. Oktober 2007  |
| 46  | Kluklus erster Winter        | 26. Oktober 2007  |
| 47  | Der Meisterspion             | 27. Oktober 2007  |
| 48  | Füttern verboten             | 28. Oktober 2007  |
| 49  | Die Mutprobe                 | 29. Oktober 2007  |
| 50  | Das falsche Geschenk         | 30. Oktober 2007  |
| 51  | Katzenjammer                 | 31. Oktober 2007  |
| 52  | Das Festbankett              | 18. November 2007 |

## Synchronisation
| Rolle              | Sprecher                            |
| ------------------ | ----------------------------------- |
| Macius             | Maximilian Artajo Paul Falk         |
| Anton              | Pawel Friedrich Till Kundrun        |
| Dormesko           | Hans Peter Korff                    |
| Erasmus            | Otto Sander                         |
| Felix              | Benjamin Seidel Simon Illig         |
| General            | Hans Teuscher                       |
| Hanna              | Josephine Strietzel Jamie Lee Blank |
| König Friedewald   | Friedrich Schoenfelder              |
| Spion des Generals | Michael Bauer                       |
| Zeremonienmeister  | Peer Augustinski                    |